# Эбермайер, Карл
Карл Генрих Эбермайер (нем. Karl Ebermaier, 2 октября 1862, Эльберфельд, Рейнская провинция — 21 августа 1943, Бернрид, Бавария) — последний губернатор немецкого Камеруна (1912—1916).

## Биография
Был сыном государственного прокурора Фридриха Эбермайера. Учил право в Тюбингене и был членом корпуса Ренания.
В 1898 году назначен Верховным судьёй Германской Восточной Африки, но был отозван обратно после скандала, связанного с дуэлью. В 1902 году был отправлен в Камерун в качестве заместителя губернатора. 29 марта 1912 года сменил Отто Глейма на посту губернатора Камеруна.
В должности губернатора застал вторжение сил Антанты в Камерун 4 августа 1914 года. Де-факто являлся главнокомандующим вооружёнными силами. Отдал право на командование войсками Карлу Генриху Циммерману. В 1916 году Эбермайер с большей частью колониальной администрации бежал в Испанскую Гвинею. До 1919 года возглавлял администрацию интернирования в Мадрид.